# Pandora gouldiana
Pandora gouldiana is een tweekleppigensoort uit de familie van de Pandoridae. De wetenschappelijke naam van de soort is voor het eerst geldig gepubliceerd in 1886 door Dall.